# Inatura
De inatura (officieel: inatura – Erlebnis Naturschau Dornbirn) is een natuurhistorisch museum in Dornbirn in de Oostenrijkse deelstaat Vorarlberg. Het is ontstaan in 2003 uit de voormalige natuurtentoonstelling van Vorarlberg (Vorarlberger Naturschau).
De inatura is een van de drie provinciale musea in Vorarlberg en wordt beschouwd als het grootste en modernste natuurhistorisch museum in de regio van het Bodenmeer. Het museum omvat een documentatiecentrum over natuur en techniek in Vorarlberg, alsmede een interactieve tentoonstelling.